# Resta con me (film 2018)
Resta con me (Adrift) è un film del 2018 diretto da Baltasar Kormákur.
Il film, tratto da una storia vera avvenuta nel 1983, ha per protagonisti Shailene Woodley e Sam Claflin.

## Trama
A seguito di una tempesta, Tami è sola e ferita su una barca nel bel mezzo dell'Oceano Pacifico e la cosa che la spaventa di più è aver perso il suo compagno di viaggio Richard.
Cinque mesi prima, Richard Sharp, esperto skipper britannico, arriva a Tahiti dove conosce Tami, giovane statunitense in cerca di avventure. I due si piacciono subito e, complice il comune amore per il mare, si legano sentimentalmente. Il loro sogno è quello di girare insieme il mondo in barca, senza meta. Richard, che ha sempre viaggiato in solitaria, le racconta di come sia difficile mantenere la calma in situazioni estreme, di come si debba convivere con le allucinazioni, ma anche di quali emozioni uniche si provino. 
Mentre si stanno preparando per il loro viaggio, viene offerto a Richard l'incarico di portare un veliero da Tahiti a San Diego e lui invita Tami ad accompagnarlo in questo viaggio. 
Tami sebbene non gradisca l'idea di "tornare a casa", essendo lei proprio di San Diego, accetta.
Appena partiti lui le chiede se, una volta a San Diego, lo vorrà sposare, e le regala un anello da lui costruito. Tami, commossa ed emozionata, acconsente.
I primi giorni di viaggio sono tranquilli, ma poi si scopre che si sta avvicinando un uragano. I tentativi di cambiare rotta sono inutili: la tempesta li raggiunge e li travolge.
27 ore più tardi, Tami si sveglia piena di lividi ed escoriazioni e un'ampia ferita in testa, ma non trova Richard e la barca presenta danni ingentissimi. La ragazza sistema l'imbarcazione come può, sempre in ansia per il fidanzato, di cui si sono perse le tracce. 
Dopo lunghe osservazioni con il binocolo, Tami vede in lontananza la scialuppa rovesciata galleggiare e, avvicinandosi, scopre che vi è aggrappato Richard, privo di sensi ma ancora vivo. Riesce a raggiungerlo e a portarlo sulla barca. Scopre che ha una gamba e delle costole rotte e capisce quindi che il destino di entrambi è tutto nelle sue mani.
I due decidono di virare verso le Hawaii, ma il viaggio si presenta lunghissimo e incerto, sebbene l'imbarcazione monti di nuovo un albero e una vela di fortuna che assicurano una navigazione decente.
Col passare dei giorni, però, la situazione non può che peggiorare: le scorte di cibo vanno esaurendosi, così come l'acqua potabile e, soprattutto, si trovano in un'area del Pacifico distante da qualsiasi rotta navale o aerea. Una sera Tami vede in lontananza una grande nave avvicinarsi, solo quando le passa di fianco si rende conto che è tutto frutto della sua mente e che sta perdendo anche la lucidità.
I giorni passano, Richard è ammalato e la gamba rotta è compromessa da un'infezione, Tami comincia a perdersi d'animo e si vede costretta a pescare e consumare pesce, sebbene sia vegetariana.
Il 39º giorno Richard si sente un peso morto e ormai, causa la febbre alta, non riesce a stare sveglio.
Tami, sconfortata, gli sussurra: "Scusami, ora ti devo lasciar andare". Si scopre quindi che Richard è sopravvissuto solo nell'immaginazione di Tami. L'uragano infatti gli aveva fatto sbattere la testa contro l’albero scaraventandolo negli abissi. Tami ha dunque condotto questi giorni alla deriva, tutti da sola, facendosi forza con le allucinazioni.
Il 41º giorno un uccellino giunge sulla barca, Tami ripensa ai primi giorni del viaggio, quando si presentò una circostanza del tutto simile, e Richard le aveva spiegato che quello era un esemplare di terra. La ragazza capisce quindi di essere vicina alla salvezza. Qualche istante dopo, infatti, dopo aver scorto la terraferma, incontra un peschereccio che la porta in salvo.
A distanza di tempo Tami, ristabilitasi pienamente, torna a Tahiti. Nella barca di Richard raccoglie uno dei "fiori dell'amore" che lui le aveva regalato e si reca in spiaggia. Lascia il fiore nel mare e lo osserva mentre le onde lo portano via, toccandosi il suo anello di fidanzamento.
Prima dei titoli di coda apprendiamo che il vero Richard Sharp, 33 anni, fu in effetti travolto a seguito dell'Uragano Raymond e il suo corpo non venne mai ritrovato. La ventiquattrenne Tami Oldham Ashcraft trascorse realmente 41 giorni alla deriva da sola, dichiarando poi di aver resistito così tanto grazie al conforto di voci che la sostenevano. Tami, che si è sposata e ha un figlio, non ha mai smesso di andare in barca a vela.

## Produzione
Nel febbraio 2017 la STX Entertainment acquista i diritti per la produzione e distribuzione della pellicola, e che Shailene Woodley avrebbe interpretato il ruolo di Tami Oldham. Nel mese di maggio fu annunciato Sam Claflin per il ruolo di Richard Sharp, per la parte era stato preso in considerazione Miles Teller, ma abbandonò il ruolo a causa di altri impegni.
Gran parte della pellicola è stata girata alle isole Figi nell'estate del 2017.

## Promozione
Il primo trailer del film è stato distribuito il 14 marzo 2018.

## Distribuzione
Il film è uscito nelle sale cinematografiche statunitensi il 1º giugno 2018. In Italia è uscito il 29 agosto.

### Date di uscita
Di seguito sono elencate, in ordine cronologico, le date di uscita del film ed il titolo (talvolta modificato) in alcuni stati del mondo.
- Grecia: Μετά την καταιγίδα, 31 maggio 2018
- Brasile: Vidas à Deriva, 1 giugno 2018
- Canada: En pleine tempête, 1 giugno 2018
- Lituania: Kol dar neatejo audra, 1 giugno 2018
- Stati Uniti d'America: Adrift, 1 giugno 2018
- Svezia: Adrift, 1 giugno 2018
- Portogallo: À Deriva, 14 giugno 2018
- Spagna: A la deriva, 20 giugno 2018
- Russia: Во власти стихии, 28 giugno 2018
- Francia: A la dérive, 4 luglio 2018
- Polonia:  41 dni nadziei, 6 luglio 2018
- Germania: Die Farbe des Horizonts, 12 luglio 2018
- Italia: Resta con me, 29 agosto 2018

## Accoglienza
Il film ha incassato 31.4 milioni di dollari in Canada e Stati Uniti. A livello mondiale il film ha incassato 53.3 milioni di dollari, a fronte di un budget di 35 milioni.

## Riconoscimenti
- 2018 - Teen Choice Awardss[5]
  - Candidatura al miglior film dell'estate
  - Candidatura al miglior attore in un film dell'estate a Sam Claflin
  - Candidatura alla miglior attrice in un film dell'estate a Shailene Woodley